# Kjell Storelid
Kjell Storelid, né le 24 octobre 1970 à Stord, est un ancien patineur de vitesse norvégien.

## Biographie
Aux Jeux olympiques d'hiver de 1994 organisés à Lillehammer en Norvège, Kjell Storlied obtient deux médailles d'argent sur 5 000 mètres et 10 000 mètres, devancé à chaque fois par le triple champion olympique Johann Olav Koss. Il participe aux deux éditions suivantes des Jeux olympiques d'hiver, terminant cinquième et huitième au 10 000 m. Le Norvégien a gagné aussi deux courses en Coupe du monde en 1994 et 1997.

## Palmarès
| Compétition     | Or | Argent                         | Bronze |
| Jeux olympiques |    | 1994 (5 000 m) 1994 (10 000 m) |        |

## Records personnels
| Distance      | Temps          | Année |
| ------------- | -------------- | ----- |
| 500 mètres    | 38 s 86        | 1999  |
| 1 000 mètres  | 1 min 15 s 35  | 2002  |
| 1 500 mètres  | 1 min 52 s 19  | 1999  |
| 5 000 mètres  | 6 min 30 s 05  | 1999  |
| 10 000 mètres | 14 min 27 s 24 | 2002  |